# 독순술
독순술(讀脣術, lip reading)은 입술, 얼굴, 혀의 움직임을 보고 대화 내용을 알아내는 기술이다. 청각장애인이 독순술을 써서 말을 알아듣고, 자기 또한 음성언어를 말하는 것은 구화법이라고 한다. 소리 없이 입술, 얼굴, 혀의 움직임을 시각적으로 해석하여 제한된 범위의 음성을 이해하는 기술이다. 독순술의 범위에 대한 추정치는 다양하며, 일부 수치는 30%까지 낮다. 독순술은 문맥, 언어 지식 및 잔여 청력에 의존하기 때문이다. 독순술은 청각 장애가 있거나 난청이 있는 사람들이 가장 광범위하게 사용하지만, 정상적인 청력을 가진 대부분의 사람들은 움직이는 입의 모습에서 일부 음성 정보를 처리한다.

## 과정
음성 인식은 청각 기술로 간주되지만 본질적으로 멀티모달(multimodal)이다. 그 이유는 음성을 생성하려면 화자가 대면 의사소통에서 흔히 볼 수 있는 입술, 치아 및 혀의 움직임을 만들어야 하기 때문이다. 입술과 얼굴에서 나오는 정보는 청각적 이해를 지원하며 언어를 가장 유창하게 듣는 사람은 보이는 음성 동작에 민감하다(맥거크 효과 문서 참고). 사람들이 본 언어 행위를 활용하는 정도는 언어 행위의 가시성과 지각하는 사람의 지식 및 기술에 따라 달라진다.